# Riu Kasagh
Kasagh (armeni: Քասաղ) és un riu de la regió de centre-oest de l'Armènia moderna que flueix de nord a sud. És originari de la serralada dels Aragats, a la província d'Aragatsotn, desemboca al sud a la província d'Armavir i al riu Metsamor, que és afluent del riu Araxes.

## Noms en diverses llengües i noms històrics
Kasagh, Aparan, Khargakh, Kharsagh, Ksakh, Kasag, Kasakh, Kasakh, Karbi, Carbo, Karbo, Karpi, Ghazakh, Vsgarshapa, Qasar, Karsah, Karsahgh, Karsagh, Karpi, Katsakh.

## Característiques
La longitud de la conca és de 89 km, la superfície de la conca és de 1480 km².
El Kasagh rep aquest nom amb la unió de tres rius, dels quals l'afluent esquerre, Karaghbyur, prové dels vessants meridionals de les muntanyes Pambak, que flueixen per l'antiga regió d'Akhurianí. Els altres dos dretans, Dazkend i Tsaghkahovit, provenen dels vessants septentrionals dels Aragats, que flueixen per la regió dels Aragats, travessants prats assolint el Kasagh al tram central a prop del poble de Rya Taza.
L'aigua del curs alt del riu és lenta i de poc cabal, mentre que al curs mitjà es torna força abundant i ràpida. Els extrems superiors del jaç del riu solen estar secs durant uns 8 mesos. Té un corrent constant des d'Aparan, on se li sumen en diversos cursos d'aigua que surten dels brolladors. Desemboca al sud-est i al sud de l'embassament d'Aparan, a l'est del poble Apnagyugh al sud i, agafant l'afluent Gegharot a la dreta, entra al congost de Qasagh. El tram més ràpid i abrupte és el mitjà, especialment a prop d'Ashtarak i Oixakan, on la vall del riu és gorg que arriba fins als 200 m de profunditat. Per sota del poble d'Oixakan, Kasagh entra a la vall d'Ararat i, a la dreta, se li uneix el tributari Amberd, dividint-se en diversos rius en un estuari endorreïc i unint-se-li el Sevjur per l'esquerra.
A la part baixa de la vall d'Ararat, les aigües de Kasagh són gairebé completament utilitzades per regar els camps i jardins dels pobles dels voltants. És per això que durant els mesos d'estiu (quan l'evaporació més forta de l'aigua) el jaç del Kasagh és terra seca.

## El tributari Amberd
Prové de les fonts d'Aragats i de l'aigua de fusió de la neu que es conserva a l'estiu. Particularment important per a la regulació del règim hídric de l'Amberd és la neu precipitada pels vessants de la muntanya i acumulada a les valls profundes, que solen fondre's a l'ombra, proporcionant així aigua permanentment i regular al riu. L'Amberd recorre un profund congost. La velocitat de circulació és lenta però de vegades hi ha torrentades per les fortes precipitacions en els Aragats.

## Indrets notables al llarg del riu
De nord a sud:
- la vila d'Aparan
- el pantà d'Aparan
- Saghmosavank, complex d'edificis religiosos monàstics armenis
- Hovhannavank, monestir armeni del segle xiii
- la vila d'Ashtarak
- la vila d'Oixakan
- la ciutat de Vagharshapat

## Galeria d'imatges

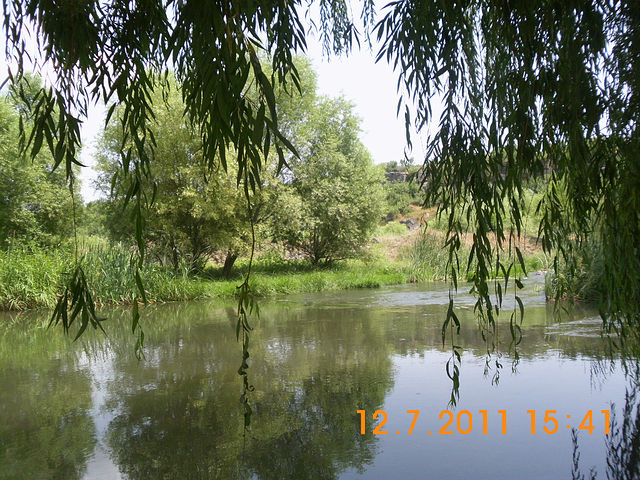
Riu Kasagh a Oixakan
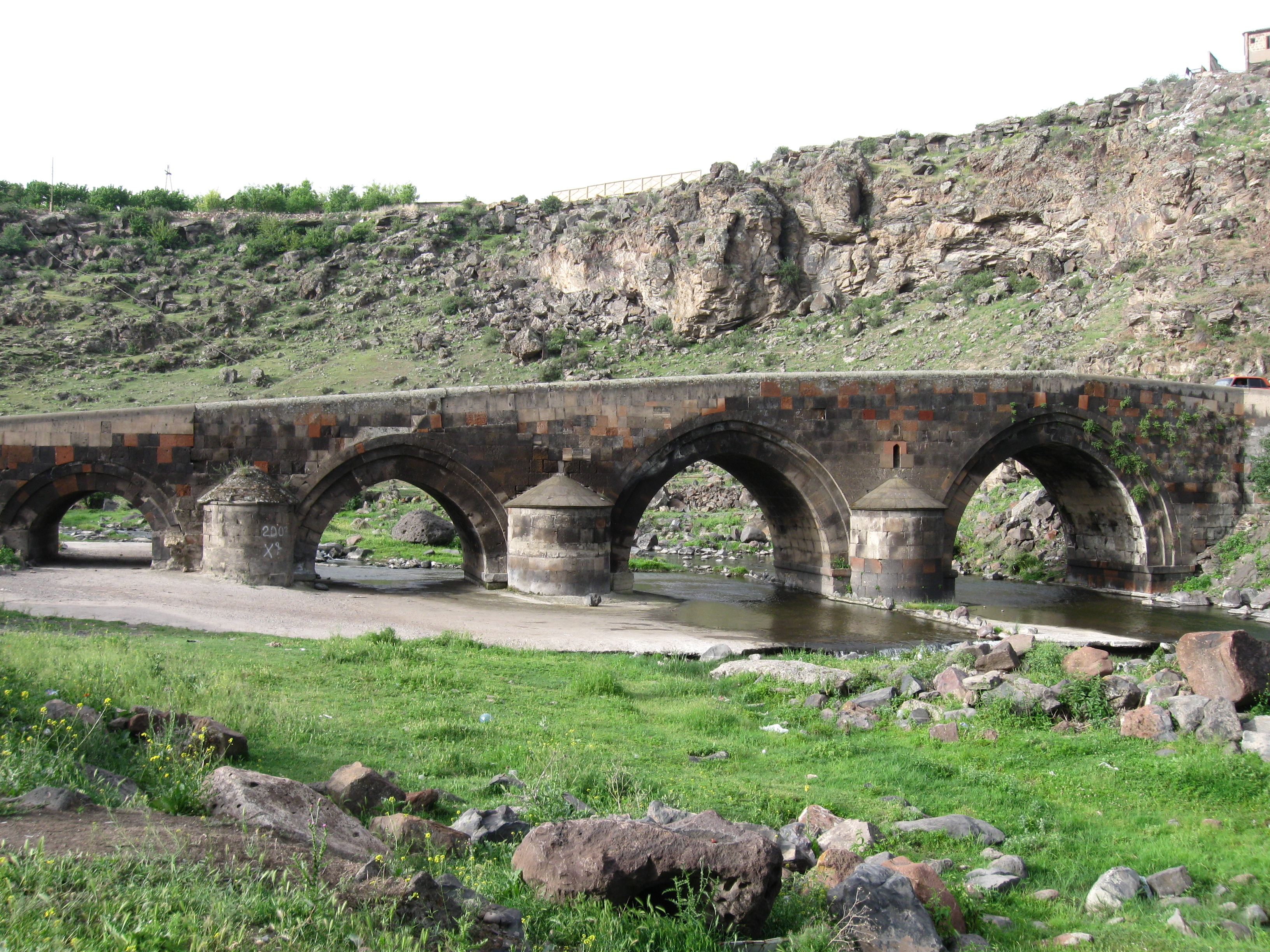
Pont en Oixakan
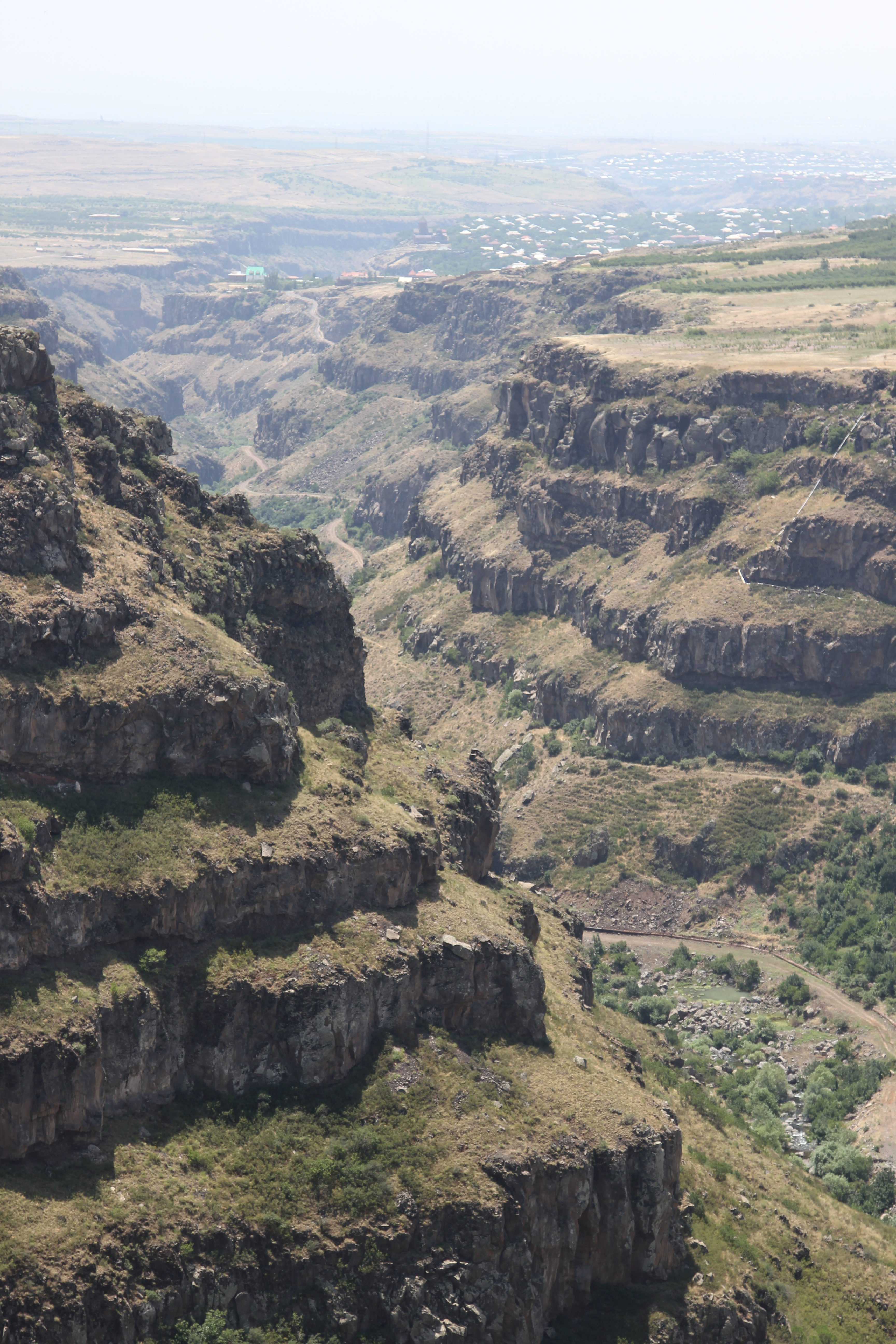
El Congost de Kasagh, en Salmosavan